# Abrigo del Mediodía

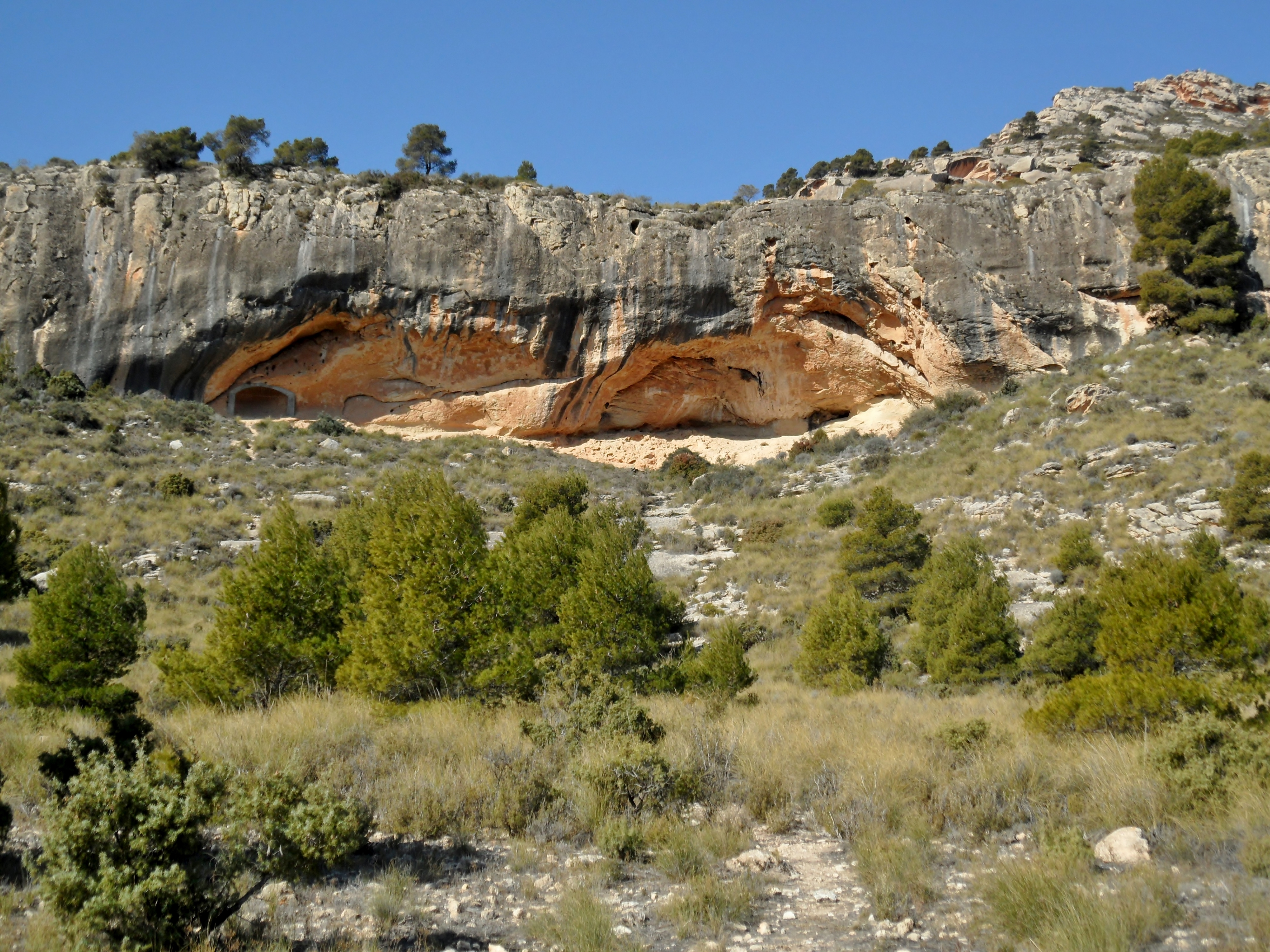
El abrigo del Mediodía, en el municipio de Yecla.

El abrigo del Mediodía es un abrigo con pinturas rupestres en el noreste de la Región de Murcia, en España. Descubierto en 1912, se encuentra en el farallón oriental del monte Arabí a unos 800 m de las pinturas de los Cantos de la Visera.
Las pinturas son exclusivamente del estilo esquemático y contienen representaciones antropomorfas, elementos vegetales y zoomorfos así que líneas en zigzag.